# Michał Suchodolec
Michał Suchodolec (ok. 1756 -1794), powstaniec kościuszkowski, major 7. Regimentu Pieszego Litewskiego od 1792 roku, uczestnik wojny polsko-rosyjskiej 1792 roku, odznaczony Orderem Virtuti Militari w 1792 roku. Uczestnik powstania kościuszkowskiego. Wcześniej służył w Batalionie Grodzieńskim.